# 차등선거
차등선거(한자: 差等選擧, 영어: Weighted voting) 또는 불평등 선거(한자: 不平等選擧)는 평등선거의 반대말로써, 사회적 신분이나 학력, 종교 (이슬람교, 기독교 등의 경우에는 종파도 포함한다.), 재산, 거주지, 성별, 인종, 혼인 여부에 따라 선거권을 공평하게 나눠주지 않는 선거를 뜻한다. 예를 들어 복수투표와 등급선거가 있다. 
예를 들어, 기혼자에게 2표의 투표권을 주고 미혼자에게는 1표의 투표권을 주는 방식이나 이슬람교 수니파 신도에게 2표의 투표권을 주고 시아파 신도에게 1표의 투표권을 주는 방식, 또는 서울에 소재한 대학을 졸업한 사람 (일명 명문 대학 졸업자)에게 3표, 지방에 소재한 대학을 졸업한 사람 (일명 비명문 대학 졸업자)에게는 2표, 대학을 졸업하지 못한 사람에게는 1표의 투표권을 주는 방식이 차등 선거이다.

## 같이 보기
- 코퍼러티즘
- 데메니 투표
- 선거인단